# Luis López Fernández
Luis Aurelio López Fernández (San Pedro Sula, 1993. szeptember 13. –) hondurasi válogatott labdarúgó, jelenleg a Los Angeles játékosa.

## Pályafutása
Rész vett a 2014-es labdarúgó-világbajnokságon, a 2015-ös és a 2017-es CONCACAF-aranykupán a válogatottal. Az U23-as válogatottal a 2016-os Olimpián szerepelt.